# Al-Busiri
Al-Busiri (Scharaf ad-Din Muhammad ibn Said al-Busiri), född 1213, död 1295, var en arabisk poet i Egypten, härstammande från berberstammen Sanhadja.
Al-Busiri är känd för sin stora hyllningsdikt till Muhammed, som under namnet al-Búrda ("Manteln") är spridd över hela arabiska världen och ofta kommenterad. Dess namn syftar på den belöning al-Busiri erhöll av profeten i en dröm, dennes mantel, samma lön som en gång gavs Kab ibn Zubair för Bānat Su'ād.